# Code Black
Code Black è una serie televisiva statunitense trasmessa dal 30 settembre 2015 al 18 luglio 2018 su CBS per tre stagioni. Creata da Michael Seitzman, è ispirata al documentario omonimo di Ryan McGarry.
In Italia, la serie è trasmessa a partire dal 4 marzo 2016 su Rai 3.
Il 16 maggio 2016 la serie è stata rinnovata per una seconda stagione, mentre il 14 maggio 2017 viene rinnovata anche per una terza stagione.Il 24 maggio 2018 viene annunciata la cancellazione della serie dopo 3 stagioni e 47 episodi trasmessi.

## Trama
La serie è ambientata nell'Angels Memorial Hospital, sovraffollato ospedale di Los Angeles.
Segue le vicende della dottoressa Leanne Rorish e della sua équipe di medici abituati a ricevere, durante il "code black", codice nero, più pazienti di quanti ne potrebbero curare.

## Episodi
| Stagione         | Episodi | Prima TV USA | Prima TV Italia |
| ---------------- | ------- | ------------ | --------------- |
| Prima stagione   | 18      | 2015-2016    | 2016            |
| Seconda stagione | 16      | 2016-2017    | 2017            |
| Terza stagione   | 13      | 2018         | 2018            |

## Personaggi e interpreti

### Personaggi principali
- Leanne Rorish (stagione 1-3), interpretata da Marcia Gay Harden, doppiata da Cristiana Lionello.
- Neal Hudson (stagione 1), interpretato da Raza Jaffrey, doppiato da Francesco Venditti.
- Christa Lorenson (stagione 1), interpretata da Bonnie Somerville, doppiata da Barbara De Bortoli.
- Malaya Pineda (stagione 1-3), interpretata da Melanie Chandra, doppiata da Elena Perino.
- Rollie Guthrie (stagione 1-3), interpretato da William Allen Young, doppiato da Roberto Draghetti.
- Angus Leighton (stagione 1-3), interpretato da Harry Ford,doppiato da Leonardo Graziano.
- Mario Savetti (stagione 1-3), interpretato da Benjamin Hollingsworth, doppiato da Fabrizio Dolce.
- Jesse Salander (stagione 1-3), interpretato da Luis Guzmán,doppiato da Franco Mannella.
- William Campbell (ricorrente stagione 1, stagione 2-3), interpretato da Boris Kodjoe, doppiato da Alberto Angrisano.
- Heather Pinkney (ricorrente stagione 1, stagione 2), interpretata da Jillian Murray, doppiata da Myriam Catania.
- Ethan Willis (stagione 2-3), interpretato da Rob Lowe,doppiato da Francesco Prando.
- Rox Valenzuela (stagione 3), interpretata da Moon Bloodgood,doppiata da Laura Lenghi.

### Personaggi ricorrenti
- Dr. Markus Taylor (stagione 1-3), interpretato da Kevin Dunn
- Dr. Carla Niven (stagione 1), interpretata da Shiri Appleby
- Dr. Gina Perello (stagione 1), interpretata da Christina Vidal
- Amy Wolfowitz (stagione 1-3), interpretata da Gabrielle Carteris
- Dr. Cole Guthrie (stagioni 1-2), interpretato da Cress Williams
- Dr. Michael Leighton (stagioni 1-2), interpretato da Tommy Dewey
- Gordon Heshman (stagione 1), interpretato da Jesse Bradford
- Dr. Edward Harbert (stagione 1-3), interpretato da Jeff Hephner
- Dr. Grace Adams (stagione 1), interpretata da Meagan Good
- Isabel Mendez (stagione 1-3), interpretata da Ellia English
- Hannah Reynolds (stagione 1-3), interpretata da Emily Nelson
- Risa Park (stagione 1-3), interpretata da Angela Relucio
- Dr. Elliott Dixon (stagione 2-3), interpretato da Noah Gray-Cabey
- Dr. Charlotte Piel (stagione 2), interpretata da Nafessa Williams
- Dr. Noa Kean (stagione 2-in corso), interpretata da Emily Tyra
- Dr. Amanda Nolan (stagione 2), interpretata da Kathleen Rose Perkins
- Dr. Diego Avila (stagione 3), interpretato da Tyler Perez